# Мезонна молекула
Мезонна молекула (англ. mesonic molecule) — гіпотетична молекула, що складається з двох або більше мезонів, пов'язаних разом сильною взаємодією . На відміну від баріонних молекул, які формують атомні ядра всіх хімічних елементів у природі, крім водню-1, мезонна молекула все ще остаточно не зареєстрована в експерименті. Частинки X(3872) (виявлена у 2003 році) та Z(4430) (виявлена у 2007 році в експерименті Belle), є найкращими кандидатами на підтвердження відкриття, хоча остання може бути й тетракварком .
Пізніше результати колаборації Belle були підтверджені зі статистичною значимістю 5,2σ, а останні експерименти колаборації LHCb остаточно довели, що тетракварк Z(4430) існує. Міжнародна група вчених проаналізувала понад 25000 розпадів B-мезонів, вибраних з даних про 180 трильйонів протон-протонних зіткнень у ВАК . Статистична значимість сигналу Z(4430) становила як мінімум 13,9, що більш ніж достатньо для підтвердження існування цієї частки.
Разом із звичайними кварк-антикварковими станами, тетракварками є одним із трьох сценаріїв опису скалярних мезонів .